# Brooks Sports
Brooks Sports, Inc. ist ein 1914 gegründeter US-amerikanischer Hersteller von Laufschuhen und Laufkleidung mit Sitz in Seattle. Seine Produkte werden in 50 Ländern vertrieben. Seit 2006 gehört Brooks Sports zu Warren Buffetts Berkshire-Hathaway-Holding.

## Geschichte
Brooks Sports wurde 1914 in Philadelphia als ein Hersteller für Ballett- und Badeschuhe gegründet. 1957 benannte sich Brooks in Brooks Shoe Manufacturing Company, Inc. um. 1982 übernahm Wolverine World Wide die Firma. Der norwegische Investor The Rokke Group kaufte 1993 Brooks auf. Daraufhin verlegte das Unternehmen im selben Jahr seinen Firmenhauptsitz nach Seattle und änderte seinen Namen in Brooks Sports, Inc. Von 1994 bis 1999 war die frühere Nike-Direktorin Helen Rockey Geschäftsführerin und Präsidentin von Brooks Sports, von 1999 bis 2001 folgte ihr Bruce Pettet. Seit 2001 ist Jim Weber CEO. Nach dem Verkauf der Russell Corporation im Jahre 2006 wurde Brooks Sports zur Tochtergesellschaft von Berkshire Hathaway. Brooks Sports produziert seine Schuhe überwiegend in Vietnam, in geringerem Maße auch in Indonesien.
Seit 2002 gibt es die 100-prozentige deutsche Tochtergesellschaft Brooks Sports GmbH mit Sitz in Münster. Von dort wird der EMEA-Raum mit Produkten versorgt.

## Technologische Meilensteine
1930 begann die Entwicklung des Natural Bend Arch Support. Brooks entwickelte 1938 Pedicraft-Kinderschuhe, die orthopädischen Anforderungen entsprachen. Brooks nutzte 1975 als erstes Unternehmen Zwischensohlen aus Ethylenvinylacetat (EVA), heute ist dessen Einsatz branchenüblich. Laufschuhe, die sich der Überpronation-Thematik annehmen, gibt es seit 1977. 1981 erfolgte die Markteinführung der Brooks-Laufkleidung. 1982 war die Einführung des Chariot, welcher mit der Brooks-Technologie Diagonal Rollbar (DRB) ausgestattet ist. 1987 folgte die Einführung der Schuhkollektion Brooks for Women – anatomischer Schuhe für Frauen. 1989 wurde HydroFlow, eine Dämpfungstechnologie für Schuhe, eingeführt. 1992 wurde der Motion-Control-Laufschuh names Beast eingeführt. 1994 war die Einführung des Support Modells Brooks Adrenaline GTS. 1995 folgte die Einführung der Außensohlen-/Zwischensohlen-Technik Podular Technology.
2001 kam es zu einer strategischen Entscheidung seitens Brooks, sich ausschließlich auf Laufausrüstung zu konzentrieren. 2004 war die Einführung der e-Fusion Technologie, die in allen Brooks-Premium-Laufschuhen Verwendung findet. 2006 war die Einführung von MoGo, einer Brooks-Zwischensohlentechnik. 2008 führte Brooks als erstes Unternehmen mit BioMoGo eine biologisch abbaubare Zwischensohle ein. 2010 brachte Brooks mit dem Green Silence den ersten Schuh auf den Markt, der zu 75 Prozent aus wiederverwertbaren Materialien bestand. 2010 führte Brooks das adaptive Dämpfungssystem DNA ein. 2023 gilt der Ghost Neutral Sneaker als meistverkaufter Laufschuh der USA.

## Sponsorenaktivitäten

### Ausstattung der chilenischen Fußballnationalmannschaft
Als Teil der Marketingstrategie stattete Brooks 2010 die chilenische Fußballnationalmannschaft mit einem neuen Trikot aus, das die Nationalmannschaft zur Fußball-WM 2010 trug. Brooks Sports stattete daneben auch die chilenischen Schiedsrichter aus und stellte den offiziellen Fußball bei nationalen Wettbewerben.